# Jimmy Hunt
Jimmy Hunt (4 de diciembre de 1939– 18 de julio de 2025) fue un actor estadounidense. Es principalmente conocido por su papel como David en el clásico de ciencia ficción y terror de los años 1950 Invaders from Mars. En 1986, se hizo un remake de la misma película donde interpretó al jefe de policía.

## Filmografía
- The Mating of Millie (1948)
- Pitfall (1948)
- Sorry, Wrong Number (1948)
- Holiday Affair (1949)
- Rusty's Birthday (1949)
- Top o' the Morning (1949)
- Agente especial (Special Agent, 1949)
- Louisa (1950)
- Cheaper by the Dozen (1950)
- Shadow on the Wall (1950)
- The Capture (1950)
- Belles on their Toes (1952)
- Invaders from Mars (1953)
- She Couldn't Say No (1954)
- Invaders from Mars (1986)